# Gran Poder de Dios
El Gran Poder de Dios es una imagen de Jesucristo pensante que se encuentra en la ciudad de Puerto de la Cruz (Tenerife, Canarias, España). La imagen se encuentra en la Iglesia de Nuestra Señora de la Peña de Francia. Su cofradía es la Hermandad del Gran Poder de Dios. 

## Historia
Se sabe que la imagen llegó al Puerto de la Cruz a finales del siglo XVII, traída desde Sevilla por el capitán de artillería Pedro Martínez Francisco, natural de Las Breñas (La Palma). Originalmente el destino de la imagen era precisamente la isla de La Palma, la tradición asegura que por descuido de los consignatarios del navío fue desembarcada en Tenerife.
Los palmeros reclamaron en tiempo oportuno la devolución del Santo Cristo, y las tres veces que quiso hacerse el envío de la imagen a aquella isla hubo que suspender la operación de su embarque a causa de las inesperadas galernas producidas en el Puerto al tiempo de irla a embarcar. La reiteración de tan raras alteraciones atmosféricas y marítimas cada vez que de embarcar a la imagen se trataba, fueron tomadas por los creyentes del pueblo a desagrado del Santo Cristo a que le sacaran de esta isla, y así creyéndolo también los dueños de las lanchas, rehusaron, juntos con los marinos, el encargo de embarcarla nuevamente. Entonces se le construyó un magnífico retablo en la Iglesia de Nuestra Señora de la Peña de Francia, en el que el vecindario empezó a rendirle culto. 
En julio de 2011, el Gran Poder Dios fue nombrado Alcalde Honorario y Perpetuo de la ciudad y municipio del Puerto de la Cruz, recibiendo el Bastón de Mando de la ciudad. Este honor también le fue concedido a la imagen de la Virgen del Carmen, venerada en el mismo templo.

## Descripción
La imagen es una réplica de la iconografía desarrollada en el siglo XVII interpretativa del Cristo de la Humildad y Paciencia. El Gran Poder está representado pensante al pie de la cruz mientras espera su crucifixión. La imagen aparece vestida con la túnica nazarena de color morado con orlas doradas. La escultura tiene cabello natural cuyos mechones acaban en rulos, característica típica del tocado judío.
El Gran Poder de Dios lleva a su lado dos bellos ángeles que le sostienen los cordones del traje. Fueron realizados por el escultor de lagunero Sebastián Fernández Méndez en 1755, corriendo su policromía a cargo del pintor portuense José Tomás Pablo en 1778. Este último artista ya había realizado los dibujos y pinturas del trono del Señor en 1752. La peana en que va sentada la imagen es de plata labrada al martillo por el orfebre lagunero Alonso de Sosa y ejecutada en 1753.

## Procesión
El origen de llevar la imagen del Gran Poder en procesión hasta los límites del barrio marinero donde se encuentra fue una promesa de los portuenses a "El Viejito" (como se llama popularmente al Cristo) por su protección ante una epidemia de cólera que causó estragos en la isla. 
En "Los Anales" del exalcalde y cronista local José Agustín Álvarez Rixo se encuentran multitud de ejemplos de cómo los ciudadanos del Puerto de la Cruz acudieron en demanda de auxilio a su venerada imagen del Gran Poder de Dios en momentos de adversidad, tales como plagas, epidemias o de infortunio político para la nación, como el cautiverio del rey Fernando VII. Cuenta Fernando Viale que no es de extrañar por ello que cuando se desató una epidemia de cólera en Santa Cruz de Tenerife en 1893 (año en que la ciudad de Santa Cruz se encomendó al Señor de las Tribulaciones), se decidiera hacer la promesa de llevar en procesión la imagen del Gran Poder de Dios hasta el límite oeste del barrio de San Felipe-Ranilla, que a finales del siglo XIX, constituían prácticamente los del casco urbano.
En la actualidad sus fiestas se celebran en el mes de julio (junto con las de la Virgen del Carmen). El día 13 de julio es el día principal del Gran Poder de Dios, este día sale en procesión por las calles portuenses. La imagen también procesiona en Semana Santa, el Miércoles Santo.